# Займанський заказник
За́йманський заказник — орнітологічний заказник місцевого значення в Україні. Об'єкт природно-заповідного фонду Харківської області. 
Розташований у межах Берестинського району Харківської області, на захід від села Займанка. 
Площа — 157,1 га. Статус присвоєно згідно з рішенням облради від 30.10.2001 року. Перебуває у віданні: Сомівська сільська рада. 
Статус присвоєно для збереження унікального водно-болотного та лучного орнітокомплексу. Територія заказника займає частину правобережної заплави річки Оріль на узбережжі Займанського лиману. Водиться чимало видів птахів, у тому числі рідкісні, занесені до Європейського Червоного списку (деркач), Червоної книги України (кулик-довгоніг), Червоного списку Харківської області (14 видів). Є колоніальні поселення таких видів: пірникоза, кулик, мартин, крячок. Гніздиться лебідь-шипун, гуска сіра. Територія є місцем зупинки для відпочинку і годівлі перелітних птахів (гусей, лебедів, качок, журавлів, чапель, лелек, мартинів, крячків, куликів).